# Methylosinus
Methylosinus — рід бактерій типу Proteobacteria. Представники мають паличкоподібну або вібріонну форму, формують екзоспори. За матеболізмом — метанотрофи, мають мембранну систему II типу, у якій мембрани розташовані паралельно цитоплазматичній мембрані. Асимілюують сполуки вуглецю за допомогою серінового шляху. Мають повний оцтовокислий цикл, проводять фіксацію азоту. Мають досить високий C+G вміст у геномі — 63%.